# Ludwig Zettl
Ludwig Zettl, 1882 után Ritter von Zettl, magyarosan Zettl Lajos (Groß Sbosch (csehül Velké Zboží), Osztrák Császárság, 1821. május 5. – Bécs, Ausztria, 1891. április 14.) osztrák  építész. Budapesten ő tervezte az OPNI épületét.

## Életpályája
Johann Zettl köztisztviselő fia volt. Ludwig először a prágai Politechnikumba, 1843-tól 1844-ig a bécsi Felsőfokú Műszaki Intézetbe járt. Ezután a Bécsi Képzőművészeti Akadémia építészeti iskolájában tanult 1847-ig. Tanulmányainak befejezése után Zettl az Állami Építőipari Osztályon dolgozott, ahol nagyon sikeres volt. 1850-től több állami kórház és börtön tervezésében és építésében vett részt. Amikor 1859-ben az Állami Építési Osztályt a Belügyminisztérium alá helyezték, Zettl első osztályú császári és királyi mérnök lett. 1859-től 1865-ig a Bécsi Építési Bizottság tagja, a minisztérium műszaki képviselőjeként pedig a városbővítési bizottság tagja. Zettl főépítési felügyelő lett. Zettl 1863-tól a bécsi Künstlerhaus tagja volt.

## Díjai, elismerései
Több elismerést is kapott, köztük
- Ferenc József Rend,
- Vaskorona rend III. osztály (1882, a rend lovaggá emeléssel is járt).

## Képgaléria

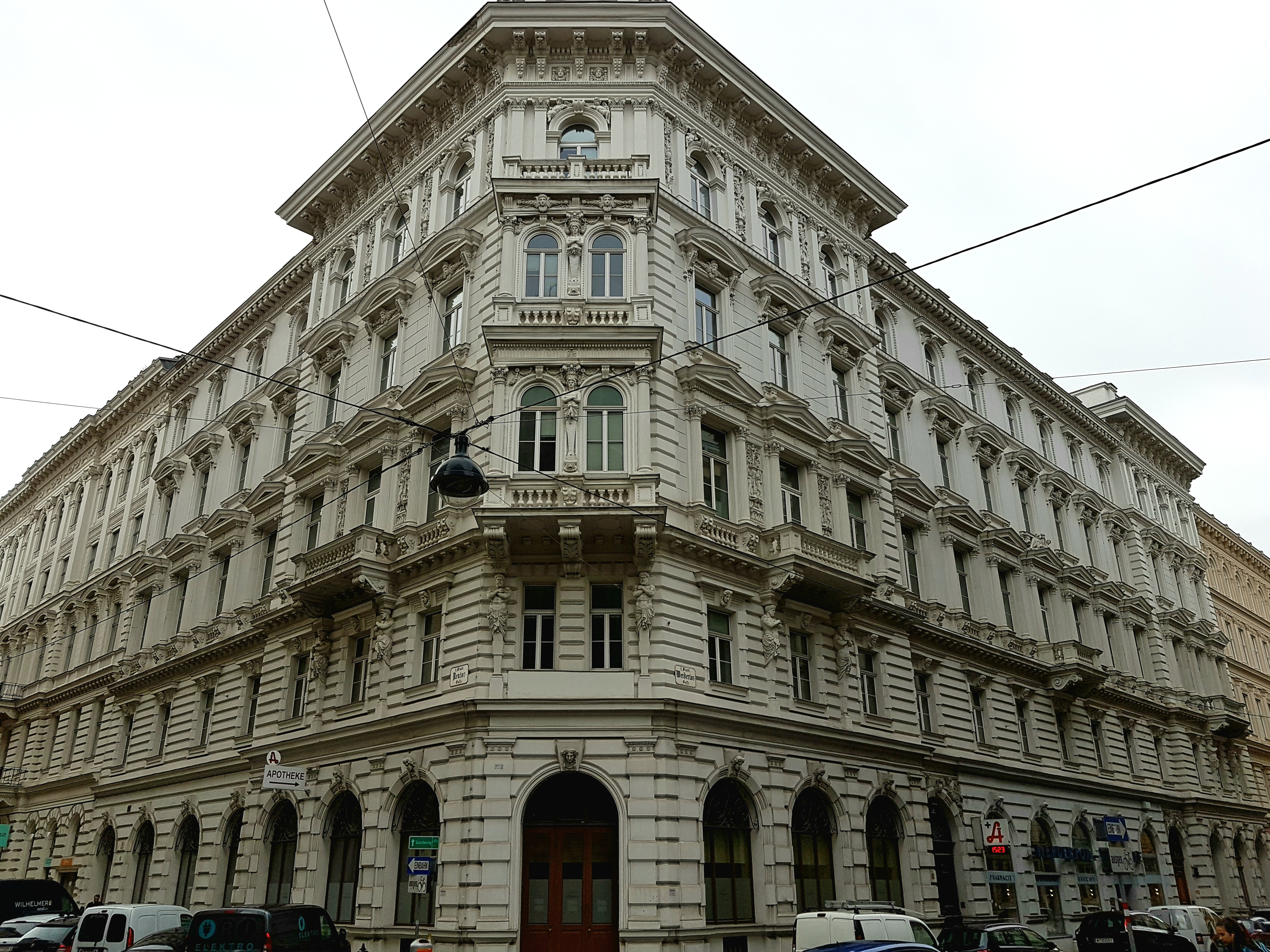
Bécs 10. kerülete, Werdertorstasse 5
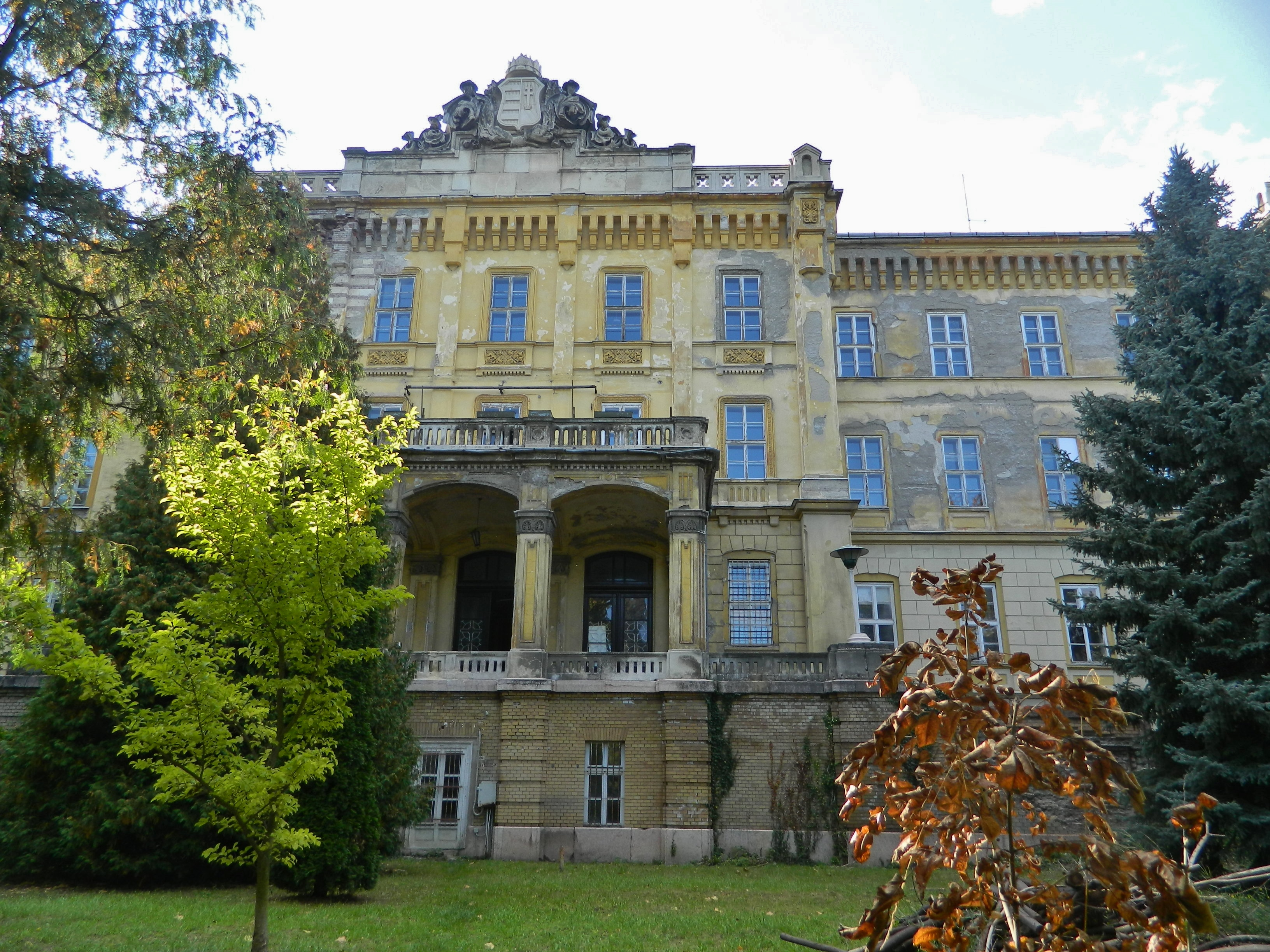
Lipótmezei elmegyógyintézet, Budapest (1868) (OPNI)
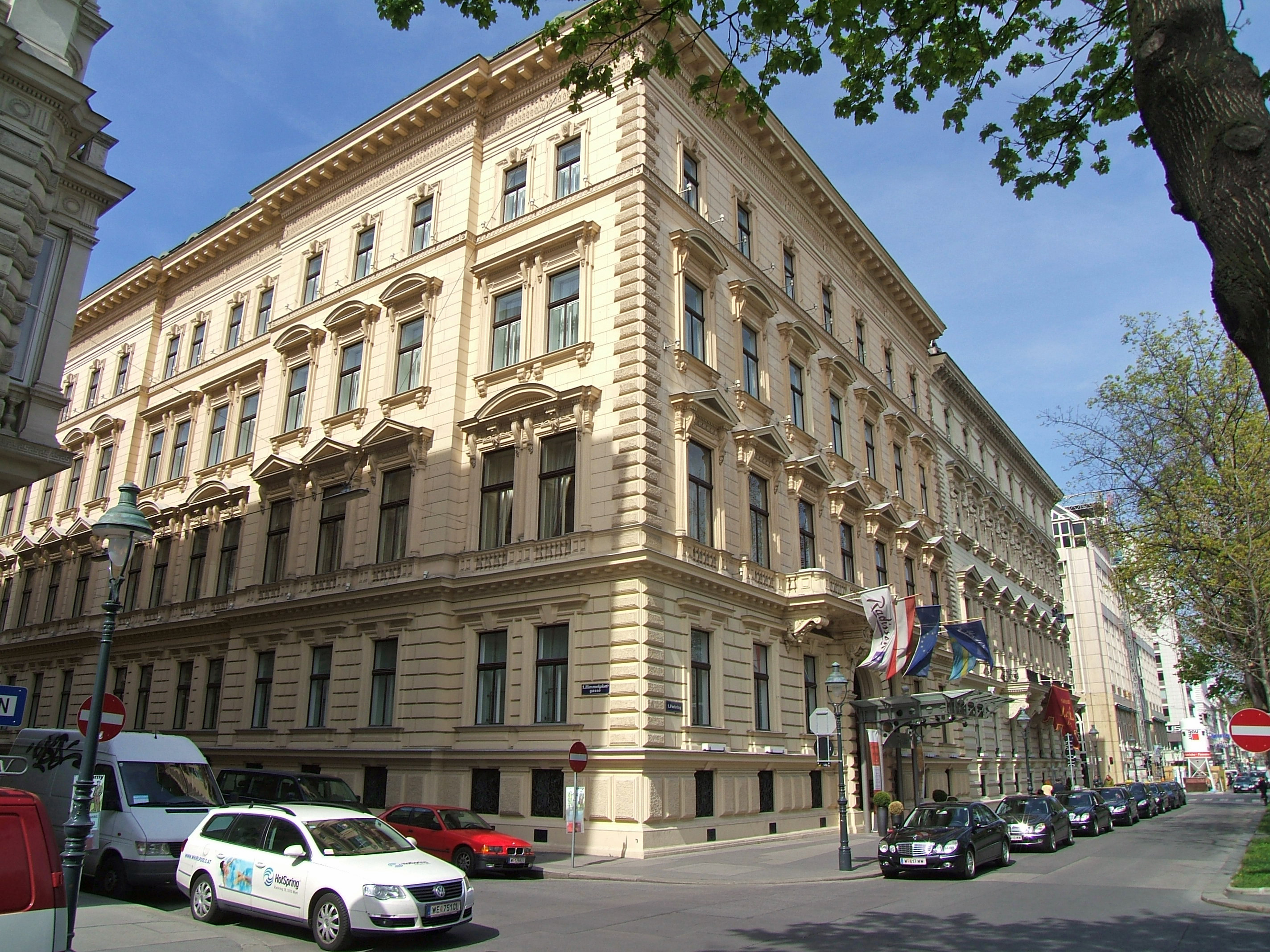
Palais Leitenberger (1871–1875)

## Művei
Számos lakó- és üzleti épületet, továbbá középületet tervezett. Magyar szempontból legfontosabb műve a barokkos irányzatot képviselő Magyar Királyi Országos Tébolyda, amely I. Ferenc József rendeletére 1859 és 1868 között épült a kis-hárs-hegyi lejtőn. Az Országház elkészültéig a legnagyobb alapterületű középület volt Magyarországon.
Zettl volt eredetileg a kivitelezés művezetője is, de kritikák érték 1861-ben a munkálatok előkészítésének hiányosságai miatt. Egy omlás után vizsgálat indult ellene, majd a munkálatokat folytatták. 

## Fordítás
- Ez a szócikk részben vagy egészben  a   Ludwig Zettl című német Wikipédia-szócikk ezen változatának fordításán alapul.  Az eredeti cikk szerkesztőit annak laptörténete sorolja fel. Ez a jelzés csupán a megfogalmazás eredetét és a szerzői jogokat jelzi, nem szolgál a cikkben szereplő információk forrásmegjelöléseként.